# On the Way to You
Singles par Globe
Biting Her Nails
(1999) Tonikaku Mushō ni...
(2000)
On the Way to You (titré : on the way to YOU) est un single attribué à « Globe featuring Keiko » (écrit : globe featuring KEIKO), sorti en 2000.

## Présentation
Le single, composé et produit par Tetsuya Komuro, sort le 29 mars 2000 au Japon sur le label Avex Globe de la compagnie Avex, trois mois après le précédent single du groupe Globe, Biting Her Nails. Il est présenté comme un single en solo de Keiko, la chanteuse du groupe, et sort le même jour que ceux des deux autres membres de Globe : The Main Lord de Marc, et Throwin' Down in the Double 0 de TK (Komuro).
Le single atteint la 5e place du classement des ventes de l'Oricon, et il reste classé pendant sept semaines. Il se vend à plus de 130 000 exemplaires, mieux que les deux autres singles solo, mais moins bien que la plupart des singles du groupe.
La chanson-titre est écrite par Keiko et composée par Tetsuya Komuro.
Sa version instrumentale figure aussi sur le single, ainsi qu'une version acoustique. Comme les deux autres chansons en solo, elle figurera dans une version remaniée ("album ver.") sur le cinquième album original de Globe, Outernet, qui sortira un an plus tard.
Elle figurera par la suite sur ses compilations Ballads and Memories de 2002, Complete Best Vol.1 de 2007, et 15 Years -Best Hit Selection- de 2010. Une autre version instrumentale ("Apf version") figurera sur l'album de reprises de Komuro Piano Globe de 2003.

## Liste des titres
Les chansons sont composées et arrangées par Tetsuya Komuro, écrites par Keiko, et mixées par Chris Puram.
| CD    | CD                                                                  | CD                    | CD    | CD | CD | CD | CD | CD | CD |
| No    | Titre                                                               | Description           | Durée |    |    |    |    |    |    |
| ----- | ------------------------------------------------------------------- | --------------------- | ----- | -- | -- | -- | -- | -- | -- |
| 1.    | On the Way to You - Original Mix (on the way to YOU - original mix) | Version originale     | 6:09  |    |    |    |    |    |    |
| 2.    | On the Way to You - Acoustic Mix (on the way to YOU - acoustic mix) | Version acoustique    | 6:09  |    |    |    |    |    |    |
| 3.    | On the Way to You - Instrumental (on the way to YOU - instrumental) | Version instrumentale | 6:08  |    |    |    |    |    |    |
| 18:26 |                                                                     |                       |       |    |    |    |    |    |    |